# Perak Football Club
El Perak FC o Perak Football Club es un equipo de fútbol de Malasia que representa al estado de Perak. El equipo actualmente juega en la Superliga de Malasia.

## Historia
Perak FA se formó el 18 de abril de 1951 para supervisar las actividades de fútbol en todo el estado de Perak. A pesar de que una asociación formal sólo se formó en 1951, sin embargo el equipo había existido desde 1921, participando incluso la Copa Malaya. También fue uno de los miembros fundadores de la Asociación Malaya de Fútbol (antecesora de la actual Asociación de Fútbol de Malasia), establecida en 1926.
Son el tercer equipo de mayor éxito en la Copa de Malasia, con 8 victorias y 11 segundos lugares. Ganó el último de sus 8 títulos en 2018 y fueron finalistas en la edición de 2007. Juega de local en el Stadium Perak de Ipoh, el recinto tiene 42.500 asientos, también ha jugado algunos partidos en Royal Malaysian Navy Stadium (15.000 asientos). Su asistencia promedio en el año 2006 se situó en torno a los 40.000 espectadores.[cita requerida]

## Palmarés
- Superliga de Malasia: (2)

2002, 2003
- Copa de Malasia: (8)

1926, 1931, 1957, 1967, 1970, 1998, 2000, 2018
- Copa FA Malasia: (2)

1990, 2004
- Malasia Charity Shield: (3)

1999, 2005, 2006

## Participación en competiciones de Asia
| Temporada | Torneo                         | Ronda            | Club                   | Casa              | Visita     | Global     |
| --------- | ------------------------------ | ---------------- | ---------------------- | ----------------- | ---------- | ---------- |
| 1969      | Asian Champion Club Tournament | Grupo B          | KMB                    | 6–2               | 4.º lugar  |            |
| 1969      | Asian Champion Club Tournament | Grupo B          | Persépolis             | 4–2               | 4.º lugar  |            |
| 1969      | Asian Champion Club Tournament | Grupo B          | Maccabi Tel Aviv       | 1–1               | 4.º lugar  |            |
| 1969      | Asian Champion Club Tournament | Grupo B          | Toyo Kogyo             | 2–0               | 4.º lugar  |            |
| 1971      | Asian Champion Club Tournament | Grupo A          | Al Arabi               | 3–0               | 4.º lugar  |            |
| 1971      | Asian Champion Club Tournament | Grupo A          | ROK Army               | 3–0               | 4.º lugar  |            |
| 1971      | Asian Champion Club Tournament | Grupo A          | Taj Tehran             | 3–0               | 4.º lugar  |            |
| 2003      | ASEAN Club Championship        | Grupo B          | Singapore Armed Forces | 0–2               | 1.er lugar |            |
| 2003      | ASEAN Club Championship        | Grupo B          | DPMM FC                | 3–0               | 1.er lugar |            |
| 2003      | ASEAN Club Championship        | Cuartos de final | Samart United          | 2–0               |            |            |
| 2003      | ASEAN Club Championship        | Semifinal        | BEC Tero Sasana        | 1–3               |            |            |
| 2003      | ASEAN Club Championship        | Tercer lugar     | Petrokimia Putra       | 3–0               |            |            |
| 2004      | AFC Cup                        | Grupo D          | Club Valencia          | 2–0               | 0–1        | 1.er lugar |
| 2004      | AFC Cup                        | Grupo D          | Happy Valley           | 2–1               | 1–2        | 1.er lugar |
| 2004      | AFC Cup                        | Grupo D          | Home United            | 2–2               | 2–2        | 1.er lugar |
| 2004      | AFC Cup                        | Cuartos de final | Geylang United         | 1–2               | 3–2        | 3–5        |
| 2005      | AFC Cup                        | Grupo D          | Tampines Rovers        | 2–1               | 4–2        | 4.º lugar  |
| 2005      | AFC Cup                        | Grupo D          | Club Valencia          | 1–2               | 1–1        | 4.º lugar  |
| 2005      | AFC Cup                        | Grupo D          | Sun Hei                | 0–1               | 2–1        | 4.º lugar  |
| 2019      | AFC Champions League           | 2.ª preliminar   | Kitchee                | 1–1 (aet) (6–5 p) |            |            |
| 2019      | AFC Champions League           | Playoff          | Ulsan Hyundai          | 5–1               |            |            |